# Ранні послідовники
Ранній послідовник (англ. early adopter) або клієнт-маяк (англ. lighthouse customer) — це перший клієнт певної компанії, продукту чи технології. Термін походить з роботи Еверетта М. Роджерса «Поширення інновацій» (1962).

## Історія
Як правило, ранніми послідовниками є клієнти, які не лише використовують продукт або технологію постачальника, але й надають значний та відвертий зворотній зв'язок, щоб допомогти постачальнику вдосконалити майбутні випуски продукту, а також пов'язані з ними засоби розповсюдження, обслуговування та підтримки. Раннє впровадження також можна назвати формою тестування на ранніх стадіях проекту.

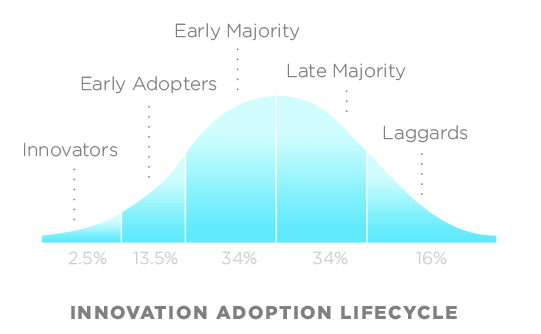
Крива дзвону Роджерса

Ранні послідовники, як показано на кривій дзвону Роджерса.
Відносини є синергетичними. Клієнт отримує ранній (а іноді унікальний, або принаймні унікально ранній) доступ до вигідного нового продукту або технології. Натомість клієнт може також слугувати своєрідним піддослідним кроликом.
В обмін на те, що він є раннім послідовником, а отже, наражається на проблеми, ризики та роздратування, характерні для тестування та розгортання продукту на ранніх стадіях, «клієнт-маяк» іноді отримує особливо уважну допомогу та підтримку з боку постачальника, аж до того, що на робочому місці клієнта працює персонал, який допомагає з реалізацією. Іноді клієнту надаються пільгові ціни, умови та терміни, хоча нова технологія часто є дуже дорогою, тому першопроходець все одно часто платить досить багато.
З іншого боку, постачальник отримує вигоду від отримання перших прибутків, а також від схвалення та допомоги «маякового» клієнта в подальшій розробці продукту та механізмів його виведення на ринок. Залучення клієнтів-«маяків» є поширеним кроком у розробці та впровадженні нового продукту. Фокус на реальному світі, який цей тип відносин може принести постачальнику, може бути надзвичайно цінним.
Раннє впровадження має свої підводні камені: ранні версії продуктів можуть містити помилки та/або бути схильними до несправностей. Крім того, більш ефективні, а іноді й дешевші версії продукту зазвичай з'являються через кілька місяців після першого випуску (Apple iPhone). Тенденцію до подорожчання нових технологій на етапі випуску часто називають «податком на ранніх послідовників».